# Turbina inopinata
Turbina inopinata (лат.) — вид вьющихся растений рода Турбина семейства Вьюнковые (Convolvulaceae), эндемик Новой Каледонии. Единственный вид рода Турбина, встречающейся на островах Тихого океана. Культивируется как декоративное растение.
Естественным образом произрастает в сухих лесах Каледонии. Впервые вид был описан в 1870 году, вновь обнаружен спустя 75 лет. Редкое растение, встречается только на отдельных участках леса в окрестностях двух коммун острова.

## Ботаническое описание
Лазающее растение. Ствол этой лианы может достигать 5—8 см в диаметре.
Цепляясь за ветви окружающих её деревьев, может вырастать до очень большой длины.
Кора светло-бежевого цвета, немного растрескивается, на молодых побегах кора ровная и более тёмная.
Молодые листья тёмно-зелёного цвета в форме копья длиной 5 и шириной 1 сантиметр. Взрослые листья приобретают форму сердца с шириной листовой пластинки до 5 сантиметров, цвет становится бледно-зелёным.
Цветки трубчатые розового цвета от 7 до 8 сантиметров в диаметре. Тычинки и пестик тёмно-жёлтого цвета, сильно выступают из цветка.